# 2011-es UEFA-szuperkupa
A 2011-es UEFA-szuperkupa a 36. kiírása volt az UEFA-szuperkupának, amely az előző szezon UEFA-bajnokok ligájának és az Európa-liga győztesének az évenkénti mérkőzése. A találkozót 2011. augusztus 26-án a 2011-es Európa-liga-győztese és a 2011-es UEFA-bajnokok ligája-döntőjének győztese játszotta a monacoi II. Lajos Stadionban. A mérkőzést az FC Barcelona nyerte 2–0-ra, ez a spanyol csapat negyedik európai szuperkupa-győzelme volt.

## A mérkőzés
| 2011. augusztus 26. 20:45 (CEST) |

| FC Barcelona           | 2–0               | FC Porto |
| ---------------------- | ----------------- | -------- |
| Messi 39' Fàbregas 88' | (1–0) Jegyzőkönyv |          |

| II. Lajos Stadion, Monaco Nézőszám: 18 048 Játékvezető: Björn Kuipers (holland) |

| Barcelona | Porto |

| BARCELONA:      |    |                     |     |     |
|                 |    |                     |     |     |
| GK              | 1  | Víctor Valdés       |     |     |
| RB              | 2  | Daniel Alves        |     |     |
| CB              | 14 | Javier Mascherano   |     |     |
| CB              | 22 | Éric Abidal         |     |     |
| LB              | 21 | Adriano             |     | 63' |
| DM              | 15 | Seydou Keita        |     |     |
| CM              | 6  | Xavi                |     |     |
| CM              | 8  | Andrés Iniesta      | 51' |     |
| RW              | 17 | Pedro Rodríguez     |     | 80' |
| LW              | 7  | David Villa         |     | 61' |
| CF              | 10 | Lionel Messi        |     |     |
| Cserék:         |    |                     |     |     |
| GK              | 36 | Oier Olazábal       |     |     |
| MF              | 4  | Cesc Fàbregas       |     | 80' |
| FW              | 9  | Alexis Sánchez      |     | 61' |
| MF              | 11 | Thiago Alcântara    |     |     |
| MF              | 16 | Sergio Busquets     |     | 63' |
| DF              | 24 | Andreu Fontàs       |     |     |
| MF              | 28 | Jonathan dos Santos |     |     |
| Vezetőedző:     |    |                     |     |     |
| Josep Guardiola |    |                     |     |     |

| PORTO:        |    |                    |          |     |
|               |    |                    |          |     |
| GK            | 1  | Helton             |          |     |
| RB            | 21 | Cristian Săpunaru  |          |     |
| CB            | 14 | Rolando            | 65′, 86′ |     |
| CB            | 30 | Nicolás Otamendi   |          |     |
| LB            | 13 | Jorge Fucile       |          |     |
| DM            | 23 | Souza              |          | 77' |
| CM            | 6  | Fredy Guarín       | 82′, 90′ |     |
| CM            | 8  | João Moutinho      |          |     |
| RW            | 12 | Hulk               |          |     |
| LW            | 10 | Cristián Rodríguez | 30'      | 69' |
| CF            | 11 | Kléber             |          | 77' |
| Cserék:       |    |                    |          |     |
| GK            | 31 | Rafael Bracalli    |          |     |
| DF            | 4  | Maicon             |          |     |
| MF            | 7  | Fernando Belluschi |          | 77' |
| FW            | 17 | Silvestre Varela   |          | 69' |
| FW            | 20 | Djalma             |          |     |
| MF            | 25 | Fernando           |          | 77' |
| MF            | 35 | Steven Defour      |          |     |
| Vezetőedző:   |    |                    |          |     |
| Vítor Pereira |    |                    |          |     |

| Asszisztensek (oldalvonal): Erwin Zeinstra (holland) Berry Simons (holland) Negyedik játékvezető: Bas Nijhuis (holland) Asszisztensek (büntetőterület): Richard Liesveld (holland) Danny Makkelie (holland) |

| A 2011-es UEFA-szuperkupa győztese |
| ---------------------------------- |
| FC Barcelona 4. cím                |